# 小行星7939
小行星7939（7939 Asphaug）是一颗绕太阳运转的小行星，为主小行星带小行星。该小行星于1991年1月14日发现。以現在美國任職的挪威行星科學家埃里克·阿斯普豪格（Erik Asphaug）命名。

## 轨道参数
小行星7939的轨道半长轴为2.3641809 UA，离心率为0.213。

## 外部連結
- 7939 Asphaug （页面存档备份，存于） on NASA/JPL Small-Body Database
- 7939 Asphaug orbit